# 印第安纳州议会
印第安纳州议会（英語：Indiana General Assembly）是美国印第安纳州的两院制立法机关，包含印第安纳州参议院和印第安纳众议院，每年的例行会议都要在位于印第安納波利斯的印第安纳州议会大厦举行。
印第安纳州议会议员需要从选区中经过选举产生，选区每十年进行一次重划。其中众议员的任期为2年，参议员的任期为4年。虽然两院都可以参与立法，但是法律必须在经过两院的一致同意后才能交予州长签字生效。
目前共和黨在該州參議院有40個席位，在眾議院有70個席位，為多數黨。而民主黨在該州參議院只有10個席位，在眾議院只有30個席位。

## 组织架构
印第安纳州议会为两院制议会，其中上议院为印第安纳州参议院，下议院为印第安纳州众议院。印第安纳州的立法机构不会全年无休止的运作，只会在部分时间内履行自己的职责。每年的例行会议于一月第一个星期一之后的第一个星期二召开。印第安纳州议会在奇数年会召开61天的例行会议（不一定连续），必须在4月30日之前结束；在偶数年会召开30天的例行会议（不一定连续），必须在3月15日之前结束。除此之外，会议的中断时长不得超过三天，除非两院通过批准休会的决议。倘若遇到特殊情况导致州议会无法在规定时间内完成工作，州长有权要求州议会召开特别会议。虽然印第安纳州议会在早期历史上很少召开特别会议，不过到了现代则属于普遍情况。
州议会的议员需要从选区中选举产生，而选区的划分则需要以美国普查局每十年一度的人口普查为依据，同时还需要遵从美国最高法院的雷诺兹诉西姆斯案判例。
印第安纳州参议院和众议院各设有若干个委员会，负责该州某些部门的监督工作。委员会的规模大小各不相同，成员数量从3名到11名不等。委员会主席通常由多数党的资深议员担任，同时一个议员也可以兼任多个委员会成员。大多数立法由所属部门对应的委员会提出，一旦委员会通过提案，下一步则交由全体议员进行辩论及表决。有的时候法案也可以不经过委员会直接交由议会进行辩论及表决，不过这种情况并不常见。
印第安纳州议会议员的基本年薪为33,032美元，在参加的例行会议及委员会听证会期间还可以获得每日196美元的额外收入，除此之外在不参加上述会议时则可以获得每日62美元的收入。

### 参选资格及相关条款
《印第安纳州宪法》第4条第7款对州参议员及州众议员的参选资格进行了严格规定。候选人在参选前必须已经获得美国公民身份满两年，同时还需要在自己所参选的选区住满一年，且必须是该选区的注册选民。州众议院在宣誓就职时必须年满21岁，州参议员则需要年满25岁。候选人在参选前必须提交相关文件，用于阐明自身可能涉及到的利益关系。除此之外，任何州议员在任期间不得于州政府或联邦政府担任其他公职。
《印第安纳州宪法》第4条第3款亦对州议会的规模和组成进行了限制，其中规定州参议院不得超过五十名议员，任期为四年；众议院不得超过一百名议员，任期为两年。参众两院议员均无连任次数方面的限制。

### 制衡
《印第安纳州宪法》中存在限制州议会权力的条款，不过宪法亦赋予了州议会制衡印第安纳州司法及行政部门的权力。州长可以否决州议会参众两院任何法案，反之议会也可以在参众两院以简单多数决推翻州长的否决权。此时通过的法案自动成为法律，无需州长签字。法案生效成为法律后，州法院可以对其合宪性进行质疑，甚至可以以此为由废除这条法律。不过州议会亦可以对州宪法进行修改，从而使自己通过的法律不再违宪。州议会自诞生以来一直是印第安纳州权力最大的部门，尽管自20世纪70年代以来州长的权力在不断的增加，但州议会依旧能对其产生有效的制约。

### 职权
根据《印第安纳州宪法》的规定，印第安纳州议会为该州唯一的立法机关。虽然参众两院都可以发起立法，但不允许州参议院发起会影响到居民收入的立法。任何法律在交由州长进行签字生效之前，需要经过参众两院的一致通过。印第安纳州议会所通过的法律必须适用于整个印地安纳州，这意味着州议会无权针对特定社区进行单独立法。
除此之外，印第安纳州议会可以对该州法院的规模及其辖区进行规范，进而达到规范该州司法体系的目的。同时州议会还有权监督州政府行政部门的活动，对各县政府也具有有限的监督权，并唯一拥有启动修改州宪法程序的权力。
根据印第安纳州法律，州议会议员不能在议会开会期间被捕，除非犯下叛国罪或破坏和平罪等严重罪行。

### 印第安纳州参议院
印第安纳州参议院由50名议员组成，任期为4年。其中州参议院议长由副州长迈卡·贝克威思兼任，负责日常会议的主持工作，在表决中遇到支持反对票数相同的情况时还可以投下关键性的一票。参议院署理议长为来自于马丁斯维尔的罗德里克·布雷。在2025至2026年间，共和党为该州参议院的多数党，占据了全部50个席位中的40个。参议院办公室位于印第安纳州议会大厦二楼的西侧，议事厅则位于三楼的西侧。
| 职位           | 姓名          | 政党   |
| -------------- | ------------- | ------ |
| 议长（副州长） | 迈卡·贝克威思 | 共和黨 |
| 署理议长       | 罗德里克·布雷 | 共和黨 |
| 多数党领袖     | 克里斯·加滕   | 共和黨 |
| 多数党党鞭     | 迈克尔·克里德 | 共和黨 |
| 少数党领袖     | 斯赫利·约德   | 民主党 |
| 少数党党鞭     | 安德莉亚·亨利 | 民主党 |

### 印第安纳州众议院
印第安纳州众议院由100名成员组成，任期为两年。截至2020年3月，现任众议院议长是托德·休斯顿。2015年时，共和党占据了州众议院的70席，民主党则只有30席。众议院办公室位于印第安纳州议会大厦二楼的东侧，议事厅则位于三楼。
| 职位       | 姓名          | 政党   |
| ---------- | ------------- | ------ |
| 议长       | 托德·休斯顿   | 共和黨 |
| 多数党领袖 | 马修·雷曼     | 共和黨 |
| 少数党领袖 | 菲尔·吉亚昆塔 | 民主党 |

## 历史

### 1816年宪法

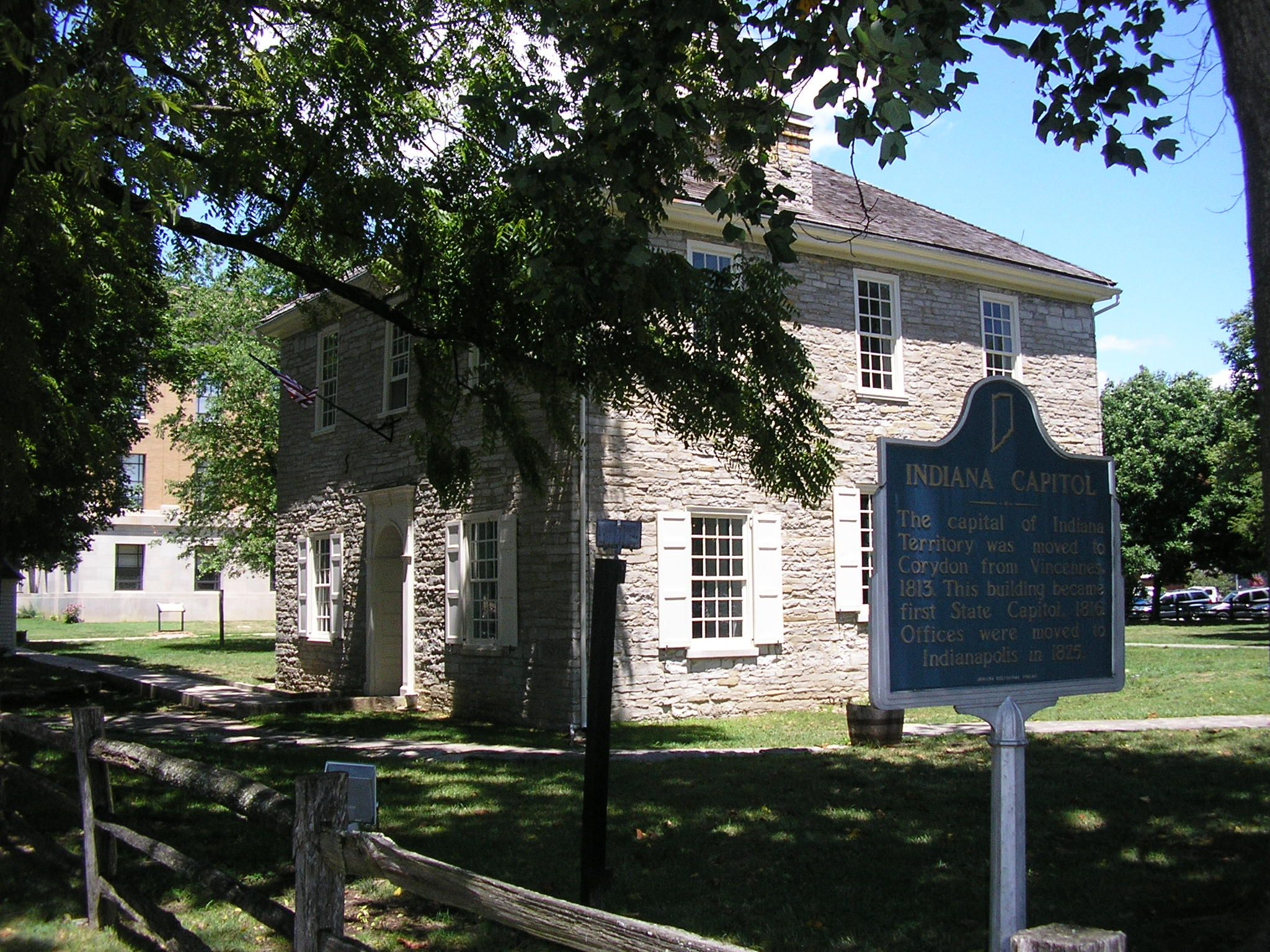
位于科里登市中心的原州议会大厦

印第安纳州第一部宪法于1816年6月10日获得批准，并于同年8月5日举行了首次州议员选举。印第安纳州议会的首次会议于科里登市中心的原州议会大厦举行，共有10名参议员和29名众议员出席了这场会议，其中16人参与了印第安纳州宪法的签署。根据原宪法的规定，众议员任期为一年，参议员任期为三年，每年12月至次年3月召开州议会年度会议。
印第安纳州议会在成立初期只有民主共和党，但后来该党发生了分裂，产生了三个派系。一开始民主共和党成员只是在奴隶制问题上存在分歧，但是随着时间的推移，党派内部的分裂开始愈演愈烈。一开始的时候，主张废奴的詹宁斯一派占据主导地位。另外两个派系则是支持奴隶制的诺布尔派以及立场中立的亨德里克斯派（不过威廉·亨德里克斯本人对奴隶制持反对态度）。1818年，诺布尔派试图以詹宁斯州长在《圣玛丽条约》谈判中所扮演的角色对他发起弹劾。在众议院进行了长达两个多月的辩论后，詹宁斯驳回了所有对其不利的证据。最后州众议院停止了对他的调查，詹宁斯得以继续其州长职务。
印第安纳州议会在成立后的前20年里对该州的基础建设贡献颇多。议会先是对该州的公立学校教育系统构建了框架，接着又出资在该州的南部建立了神学院并修建了许多道路。一开始的时候，州议会面临着税务收入过低的问题。为了解决这个问题，州议会创建了印第安纳银行并出售了9,000,000英畝（36,000平方）的公共土地，所获得的收入用于填补公共建设方面的支出。
19世纪30年代，辉格党因国家政策方面的分歧而与民主共和党分道扬镳。在那十年里，辉格党在印第安纳州议会中占据了绝大多数席位。1843年，蓄奴主义者卷土重来，民主党重新占据了议会的大部分席位，这一状况一直持续到了南北战争爆发。1836年，州议会通过了《长毛象内部改进法案》，并制定了对该州基础设施进行现代化改造的计划。随着州议会对公路、运河、铁路和许多其他基础设施建设项目的批准，印第安纳州北部和中部的荒野得以缓慢发展。不过这种做法导致了印第安纳州在19世纪30年代后期濒临破产，直到1841年议会将运营失败的运河及其近半债务剥离给私营企业时这种窘境才得以部分缓解。许多历史学家认为，这一事件可能是导致辉格党最终失势的主要原因。
不过自19世纪40年代开始，这部宪法就受到了各种批评。根据该宪法的规定，很多职位都是由上级指派而非通过选举产生，这就导致了少数党很难撼动多数党的地位。除此之外，很多琐碎的问题都需要议会负责，就连离婚这样的事情亦需要经过议会的表决。

### 1851年宪法
1851年，印第安纳州议会制定并批准了新的州宪法。宪法的新条款包括将众议员的期延长至两年，州参议员的任期延长至四年，同时还将许多原本由上级委派的公职改为由选举产生。此外，新宪法还将许多次要的工作委托给新设立的民选公职人员。由于工作量大大减少，例行会议不再每年召开一次，而是改为每两年召开一次。不过，由于新宪法允许议会针对特定的郡县或城镇制定专门的法律，因此议会在这一时期名声不佳。
新宪法的通过导致了民主党的多数党地位产生了动摇。1854年共和党宣布成立，很多前辉格党成员加入了其中。而在同一年的州议会选举中，尽管民主党所获席位数依旧位列第一，但不敌共和党与辉格党所组成的党团。不过由于辉格党和共和党在一些重大议题上无法达成一致，因此议会时常陷入僵局。到了1858年，辉格党几乎丧失了所有的席位，而共和党则一跃成为议会中的最大政党，但是没有形成绝对多数。由于拨款法案未能通过，印第安纳州州长阿什贝尔·P·威拉德于同年召开了历史上第一次特别会议。到了1860年选举时，很多对共和党心怀不满的辉格党成员开始转投民主党，这使得民主党以微弱的优势从少数党成为了多数党。
19世纪60年代正处于南北战争期间，印第安纳州议会成为了双方激烈辩论的讲台。在战争开始初期，州议会由反内战民主党人所把持。时任共和党籍的印第安纳州州长奥利弗·哈泽德·佩里·莫顿以及共和党议员试图以法定人数不足为由阻止原本应该于1862年和1863年举行的会议，莫顿甚至以叛国的罪名逮捕了一些议员。这次政治危机所导致的资金问题使印第安纳州再度陷入破产的边缘，直到1864年共和党在选举中获得多数席位，解决资金问题的会议才得以重新召开。
19世纪80年代到90年代为印第安纳州天然气繁荣时期，在这一时期印第安纳州的工业得以快速发展，随之而来的工会发展使得民主党再度成为印第安纳州众议院的多数党。在此期间民主党籍的州长艾萨克·P·格雷试图参选联邦参议员，但是仍由共和党把持的州参议院拒绝提名民主党籍的副州长以接替州长的职务，从而导致了议会暴力事件的发生。暴力冲突很快就蔓延到整个议会，当事双方甚至还有人拔枪射击。第二次暴力事件发生在1894年的会议上，当时共和党人锁住了州众议院的大门，试图阻止民主党籍州长克劳德·马修斯否决一项法案。州长试图上台递交被否决的法案，但没有成功。当时有报道称“双方像森林里的野兽一样打得不可开交”。不过在这几十年里，议会出台了多项保障工人权益的法律，同时还刺激了工业的发展。妇女选举权运动也在该州展开，民众经常在印第安纳波利斯举行集会，以支持妇女选举权立法，但是该法案最终在议会上被否决。
1907年，州议会通过了优生学法律，使得印第安纳州成为了全美第一个通过此项立法的州。这条法律在1907年至1921年间导致数千名罪犯被强制绝育，直到1921年印第安纳州最高法院裁定这项法律违宪。
1925年，人们惊讶的发现，3K党成员占据了印第安纳州议会一半以上的席位，3K党头目D.C.斯蒂芬森甚至还在议会上叫嚣“自己才是印第安纳州的法律”。在接下来的两年里，联邦政府对此事介入了调查，D.C.斯蒂芬森则因谋杀罪受到起诉。在州长拒绝赦免斯蒂芬森后，他供述了自己的同党，这使得许多3K党员遭到起诉，3K党的势力从此被连根拔起。
20世纪30年代，为应对大萧条，印第安纳州议会出台了与社会保障相关的应对方案。1939年，州议会出台了禁止醉酒驾车的法律，醉驾标准为血液中超过0.15%的酒精含量。印第安纳州议会于20世纪40年代选出了第一位非裔议员，并于1949年取消了公立学校的种族隔离规定。
1962年，印第安纳州议会通过了一项收取2%消费税的法律，这一收入使得该州很多需要大量支出的项目都得以推行。1963年，州议会还通过了印第安纳州民权法案，给予少数族裔在就业平等方面的保护。1970年，议会通过了一系列宪法修正案，其中包括例行会议从两年一度改回一年一度。
在1988年的选举中，印第安纳州众议院两党人数相等，这是印第安纳州历史上的首次。经过一段时间的协商之后，双方同意由两党成员轮流担任众议院议长，每次担任一天。而此届议会于1989年将赌马进行了合法化。
1992年，由于在例行会议中没有通过预算案，州长埃文·贝赫召开了一次特别会议。此次特别会议不但通过了预算案，而且还将州内河船赌场的经营合法化。为了防止州长动用否决权，州议会的参众两院提前以简单多数决推翻了州长的否决权。
印第安纳州议会于2000年通过了物业税改革立法，将物业税限制在1%，使印第安纳州成为全美物业税最低的地区之一。